# Antti Miettinen
Antti Markus Miettinen (* 3. Juli 1980 in Hattula) ist ein ehemaliger finnischer Eishockeyspieler und derzeitiger -trainer. Miettinen absolvierte 563 Spiele für die Dallas Stars, die Minnesota Wild sowie die Winnipeg Jets in der National Hockey League und kam außerdem auf 293 Einsätze für seinen Heimatverein HPK Hämeenlinna in der finnischen Liiga. Mit der finnischen Nationalmannschaft gewann er die Bronzemedaille bei den Olympischen Winterspielen 2010 sowie Bronze und Silber bei den Weltmeisterschaften 2006 und 2007. Seit dem Ende seiner aktiven Karriere nach der Saison 2015/16 geht er einer Trainertätigkeit nach.

## Karriere
Miettinen erlernte das Eishockeyspiel bei seinem Heimatverein HPK Hämeenlinna und durchlief dort alle Jugendmannschaften. Schon bald erlangte er den Ruf eines torgefährlichen rechten Flügelspielers, den er in den verschiedenen Juniorenligen Finnlands unter Beweis stellte. In der Saison 1998/99 gab er sein Debüt in der Eliteliga Finnlands, der SM-liiga. In derselben Spielzeit spielte außerdem weiter für das Juniorenteam von HPK und für FPS Forssa aus der zweiten Liga Finnlands. Im folgenden Jahr startete seine Karriere in der SM-liiga erst richtig – er erzielte in 39 Spielen drei Punkte. Trotzdem spielte er weiter auch für die Junioren von HPK, wo er seine Offensivfähigkeiten besser unter Beweis stellen konnte. n der Saison 2000/01 war er fester Bestandteil des Profiteams von HPK und brachte es in 55 Spielen auf 24 Punkte – seine letzten Einsätze bei den Junioren verliefen auch erfolgreich (4 Spiele, 3 Tore, 10 Assists). In den zwei folgenden Spielzeiten konnte er seinen Durchbruch in der SM-liiga feiern, was letztendlich auch das Management der Dallas Stars bewog, ihn mit einem Vertrag auszustatten, nachdem sie ihn im NHL Entry Draft 2000 in der siebten Runde als 224. ausgewählt hatten. In der Saison 2002/03 erzielte er in 53 Spielen 25 Tore und 25 Vorlagen und fügte in zehn Playoff-Spielen ebenso viele Punkte hinzu. Für diese Leistung wurde er in das All-Star-Team berufen und bekam die Kultainen kypärä und die Lasse-Oksanen-Trophäe verliehen.
Zur Saison 2003/04 wechselte der Finne in die National Hockey League (NHL) zu den Dallas Stars, spielte aber hauptsächlich bei deren Farmteam in der American Hockey League (AHL), den Utah Grizzlies. In 48 Spielen für die Grizzlies brachte er es auf 30 Punkte (23 Assists, 7 Tore) und war damit viertbester Scorer im Team. Sein NHL-Debüt gab er am 8. Oktober gegen die Mighty Ducks aus Anaheim. Sein erstes NHL-Tor erzielte er im nächsten Spiel am 11. Oktober gegen die Nashville Predators. In der Saison 2004/05 spielte er aufgrund des Lockouts der NHL-Spielzeit in der AHL für die Hamilton Bulldogs, die zu dieser Zeit das Farmteam der Stars waren. In 35 Spielen für die Bulldogs erzielte er acht Tore und 20 Assists – einen Großteil der Saison verpasste er aufgrund einer Schulterverletzung. Seine erste volle NHL-Saison absolvierte er im Spieljahr 2005/06 bei den Dallas Stars und konnte in 79 Spielen 32 Scorerpunkte sammeln. Anfang Juli 2008 unterzeichnete Miettinen seinen Dreijahresvertrag über sieben Millionen US-Dollar bei den Minnesota Wild. Mit den Wild verpasste er in den folgenden drei Jahren die Playoffs, konnte aber persönlich seine Punkteausbeute um die 40 Scorerpunkte herum stabilisieren.
Nach Ablauf seines Vertrages mit den Wild war er zunächst vereinslos, ehe er im August 2011 von Ak Bars Kasan aus der Kontinentalen Hockey-Liga (KHL) verpflichtet wurde. Für die Russen erzielte er in 20 Spielen zwei Tore und sechs Vorlagen, ehe sein Vertrag bereits im November 2011 im beiderseitigen Einvernehmen aufgelöst wurde. Im Dezember 2011 unterschrieb Miettinen einen Vertrag über zwei Jahre und drei Millionen US-Dollar bei den Tampa Bay Lightning. Allerdings durchlief der Finne anschließend noch die Waiver-Liste, von der ihn die Winnipeg Jets auswählten.
Nach der Saison 2012/13 verließ er die Jets und wurde von Fribourg-Gottéron aus der Schweizer National League A (NLA) verpflichtet. Für Fribourg erzielte er 22 Scorerpunkte in 34 Saisonspielen, erhielt aber nach Saisonende keinen neuen Vertrag. Im September 2014 nahmen ihn die Eisbären Berlin aus der Deutschen Eishockey Liga (DEL) unter Vertrag, bei denen er in der Spielzeit auf 29 Punkte in 48 Spielen kam. Im Anschluss kehrte er für eine letzte Saison zu seinem Heimatverein HPK Hämeenlinna zurück, bei dem er nach der Saison 2015/16 seine aktive Karriere beendete und direkt als Assistenztrainer in den Trainerstab des Klubs wechselte.
Den Posten als Assistenztrainer füllte er bis zum Ende der Spielzeit 2019/20 aus. Parallel dazu war er seit 2017 bereits als Trainer im finnischen Eishockeyverband Suomen Jääkiekkoliitto tätig. In dieser Funktion betreute er unter anderem die finnische U20-Nationalmannschaft als Assistenztrainer bei den U20-Junioren-Weltmeisterschaften 2021 und 2022. Ebenso arbeitet er seit der Saison 2021/22 im erweiterten Trainerstab der New York Rangers aus der NHL.

### International
Für sein Heimatland nahm Miettinen mit der finnischen Nationalmannschaft an zahlreichen internationalen Turnieren teil. Im Juniorenbereich spielte der Stürmer allein bei der U20-Junioren-Weltmeisterschaft 2000 im Nachbarland Schweden, bei der er mit der finnischen U20-Nationalmannschaft lediglich auf dem siebten Rang landete.
Im Seniorenbereich lief Miettinen bei den Weltmeisterschaften 2002, 2003, 2006, 2007, 2009 und 2010 auf. Dabei absolvierte er insgesamt 45 WM-Spiele, in denen er 23 Punkte sammelte. Bei den Weltmeisterschaften der Jahre 2006 und 2007 gewann er die Bronze- bzw. Silbermedaille. Der Höhepunkt seiner internationalen Karriere war allerdings die Teilnahme an den Olympischen Winterspielen 2010 im kanadischen Vancouver, die die Finnen mit dem Gewinn der Bronzemedaille abschlossen. Vier Jahre zuvor hatte Miettinen die Teilnahme an den Olympischen Winterspielen 2006 in Turin noch verletzungsbedingt absagen müssen.

## Erfolge und Auszeichnungen
| - 2002 SM-liiga Spieler des Monats Dezember - 2003 Kultainen kypärä - 2003 Lasse-Oksanen-Trophäe | - 2003 SM-liiga All-Star Team - 2019 Finnischer Meister mit HPK Hämeenlinna (als Assistenzrainer) |

### International
- 2006 Bronzemedaille bei der Weltmeisterschaft
- 2007 Silbermedaille bei der Weltmeisterschaft
- 2010 Bronzemedaille bei den Olympischen Winterspielen

## Karrierestatistik

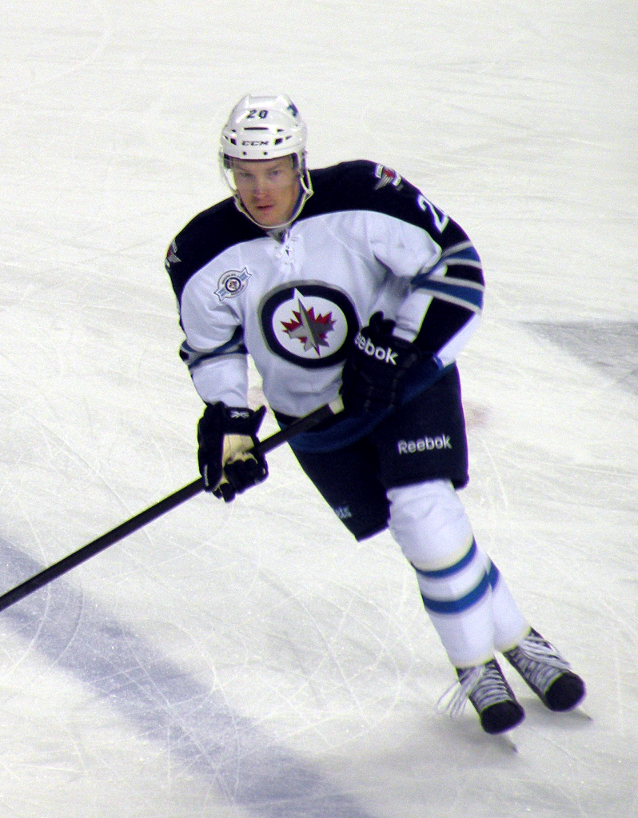
Miettinen im Trikot der Winnipeg Jets (2012)

### International
Vertrat Finnland bei:
| - U20-Junioren-Weltmeisterschaft 2000 - Weltmeisterschaft 2002 - Weltmeisterschaft 2003 - Weltmeisterschaft 2006 | - Weltmeisterschaft 2007 - Weltmeisterschaft 2009 - Olympischen Winterspielen 2010 - Weltmeisterschaft 2010 |